# Hypochnicium wakefieldiae
Hypochnicium wakefieldiae är en svampart som först beskrevs av Giacopo Bresàdola, och fick sitt nu gällande namn av J. Erikss. 1958. Hypochnicium wakefieldiae ingår i släktet Hypochnicium och familjen Meruliaceae.   Inga underarter finns listade i Catalogue of Life.